# Lijst van Stolpersteine in Noordenveld
De Lijst van Stolpersteine in Noordenveld geeft een overzicht van de Stolpersteine die in de gemeente Noordenveld in de Nederlandse provincie Drenthe zijn geplaatst in het kader van het Stolpersteine-project van de Duitse beeldhouwer-kunstenaar Gunter Demnig.
Stolpersteine zijn opgedragen aan slachtoffers van het nationaalsocialisme, al diegenen die zijn vervolgd, gedeporteerd, vermoord, gedwongen te emigreren of tot zelfmoord gedreven door het nazi-regime. Demnig legt voor elk slachtoffer een aparte steen, meestal voor de laatste zelfgekozen woning.
Omdat het Stolpersteine-project doorloopt, kan deze lijst onvolledig zijn.

## Stolpersteine

### Nietap
In Nietap, een dorp in de gemeente Noordenveld, liggen twee Stolpersteine op een adres.
| Afbeelding | Inscriptie                                                                                                  | Adres       | Herdachte persoon              |
| ---------- | --- | ----------- | ------------------------------ |
|            | HIER WOONDE BENJAMIN OUDGENOEG GEB. 1897 GEDEPORTEERD 16.7.1942 UIT WESTERBORK VERMOORD 10.8.1942 AUSCHWITZ | Thedemalaan | Benjamin Oudgenoeg (1897-1942) |
|            | HIER WOONDE ILSE WOLF GEB. 1907 GEDEPORTEERD 16.11.1942 UIT WESTERBORK VERMOORD 19.11.1942 AUSCHWITZ        | Thedemalaan | Ilse Wolf (1907-1942)          |

## Data van plaatsingen
- 8 augustus 2017: Nietap, twee Stolpersteine op de Thedemalaan